# Rotanak Mondol
Rotanak Mondol là một huyện (‘‘srok’’) của tỉnh Battambang, một tỉnh ở tây bắc Campuchia.

## Hành chính
Huyện này được chia thành 4 xã (khum).

### Xã và làng
| Khum (xã)    | Phum (làng) |
| ------------ | --- |
| Sdau         | Banang, Sdau, Chamkar Lmut, Boeng Ampil, Dangkot, Doun Meay, Baribou, Koak Chhor, Reak Smey Sangha, Neang Lem, Angdoek Dobmouy, Pich Chanva, Badak Tboang, Badak Chhoeung, Ou Dai Khla, O Khmum |
| Andaeuk Haeb | Andaeuk Haeb, Svay Chuor, Thma Prus, Serei Voan, Prey Ampor, Kandal Steung, Thvak |
| Phlov Meas   | Phlov Meas, Sek Sak, Tuek Sab, Chi Pan, Ou Treng, Ou Da, Ou Lmun |
| Traeng       | Kilou, Phcheav, Chea Montrei, Chi Sang, Kilou Samprambei, Svay Sa, Ta Krok |